# Tomás Marco
Tomás Marco Aragón (født 15. september 1942 i Madrid) er en spansk komponist og musikskribent.
Marco hører til Spaniens største nutidige komponister. Han har komponeret ni symfonier, orkesterværker, kammermusik, korværker, vokalværker og musik til scenen.
Marco har studeret hos bl.a. Karlheinz Stockhausen, György Ligeti, Pierre Boulez og Bruno Maderna. 
Marco komponerer i moderne avantgardestil og har præget det spanske musikliv betydeligt. 
Han var inspireret stærkt af specielt Ligetis og Stockhausens kompositoriske stil, men citerede også ældre komponister i sine værker såsom Gustav Mahler, Manuel de Falla og Richard Strauss. Han har ligeledes brugt den spanske folklore i sine kompositioner. 

## Udvalgte værker
- Symfoni nr. 1  "Aralar" (1976) - for orkester
- Symfoni nr. 2 "Lukket rum" (1985) - for orkester
- Symfoni nr. 3 (1985) – for kammerorkester
- Symfoni nr. 4 "Brudt rum" (1987) - for orkester
- Symfoni nr. 5 "Universmodeller" (1989) - for orkester
- Symfoni nr. 6 "Billede af Verden" (1992) - for orkester
- Symfoni nr. 7 "Komedie Millenni" (2004) - for orkester
- Symfoni nr. 8 "Gaias dans" (2008) - for orkester
- Symfoni nr. 9 "Hav" (2009) - for orkester
- Sinfonietta Nr. 1 "Kedelig glød af hukommelse" (1998-1999) - for orkester
- Sinfonietta Nr. 2 "Guadiana kurver" (2004) - for orkester
- 4 Strygekvartetter (1968, 1987, 1993, 1996)